# HD15695
GSC46-690-1 є подвійною зорею, що знаходиться у сузір'ї .
Дана подвійна система має видиму зоряну величину в смузі V приблизно 7,5.

## Подвійна зоря
Головна зоря цієї системи належить до хімічно пекулярних зір й має спектральний клас A2.
Інша компонента має спектральний клас A9.